# Silver Dollar (film 1932)
Silver Dollar è un film statunitense del 1932 diretto da Alfred E. Green.